# Osceola (Indiana)
Osceola és una població dels Estats Units a l'estat d'Indiana. Segons el cens del 2000 tenia 1.859 habitants.

## Demografia
Segons el cens del 2000, Osceola tenia 1.859 habitants, 714 habitatges, i 521 famílies. La densitat de població era de 523,9 habitants/km².
Dels 714 habitatges en un 33,6% hi vivien nens de menys de 18 anys, en un 57,3% hi vivien parelles casades, en un 11,5% dones solteres, i en un 27% no eren unitats familiars. En el 21,4% dels habitatges hi vivien persones soles el 8,5% de les quals corresponia a persones de 65 anys o més que vivien soles. El nombre mitjà de persones vivint en cada habitatge era de 2,6 i el nombre mitjà de persones que vivien en cada família era de 3,01.
Per edats la població es repartia de la següent manera: un 25,9% tenia menys de 18 anys, un 8,2% entre 18 i 24, un 29,3% entre 25 i 44, un 24,1% de 45 a 60 i un 12,5% 65 anys o més.
L'edat mediana era de 38 anys. Per cada 100 dones de 18 o més anys hi havia 99,7 homes.
La renda mediana per habitatge era de 43.657 $ i la renda mediana per família de 45.707 $. Els homes tenien una renda mediana de 33.036 $ mentre que les dones 25.000 $. La renda per capita de la població era de 18.051 $. Entorn del 3,4% de les famílies i el 3,7% de la població estaven per davall del llindar de pobresa.

## Poblacions més properes
El següent diagrama mostra les poblacions més properes.